# Eslam Ahmed Taha
Eslam Ahmed Taha (* 23. Juli 1994) ist ein ehemaliger ägyptischer Hammerwerfer.

## Sportliche Laufbahn
Erste internationale Erfahrungen sammele Eslam Ahmed Taha bei den Arabischen-Juniorenmeisterschaften 2010 in Kairo, bei denen er mit dem 6-kg-Hammer mit einer Weite von 65,30 m die Silbermedaille gewann. Anschließend nahm er an den erstmals ausgetragenen Olympischen Jugendspielen in Singapur teil und belegte dort mit 63,75 m den sechsten Platz im A-Finale. Im Jahr darauf siegte er bei den Juniorenafrikameisterschaften in Gaborone mit einem Wurf auf 68,03 m und wurde anschließend bei den Jugendweltmeisterschaften nahe Lille mit 72,35 m Vierter. 2012 schied er bei den Juniorenweltmeisterschaften in Barcelona mit 68,80 m in der Qualifikation aus und verteidigte er bei den Juniorenafrikameisterschaften in Réduit mit 74,49 m erfolgreich seinen Titel. 2016 gewann er bei den U23-Mittelmeermeisterschaften in Tunis mit 70,33 m die Bronzemedaille und siegte anschließend bei den Afrikameisterschaften in Durban mit einer Weite von 68,92 m. 2017 bestritt er in Kairo seinen bislang letzten Wettkampf.
2016 wurde Taha ägyptischer Meister im Hammerwurf.